# Неделко Дамянов
Неделко Дамянов, или Дамчев (изписване до 1945 година: Недѣлко Дамяновъ), е български революционер, деец на Вътрешната македоно-одринска революционна организация.

## Биография
Неделко Дамянов е роден в 1869 година в Битоля, тогава в Османската империя. В 1890 година завършва с втория випуск педагогическите курсове на Солунската българска мъжка гимназия и става учител в Прилеп, Битоля, Смилево и на други места. По-късно е търговец. Влиза във ВМОРО. В 1900 година е избран за член на Битолския окръжен революционен комитет заедно с Георги Попхристов, Васил Пасков, Георги Пешков и Аце Дорев. Георги Попхристов пише за него: 
| „ | ... бивш учител, беше стар работник в делото, в града имаше собствен хан и фурна. Той имаше връзки с Марийово и селата. И той беше един добър съветник в делото и извънредно честен ръководител. | “ |

На Битолския окръжен конгрес на ВМОРО от 1906 година е предложен за член на ръководството на окръжния комитет.